# Starogród Dolny
Starogród Dolny – wieś w województwie kujawsko-pomorskim, w powiecie chełmińskim, w gminie Chełmno.
W latach 1975–1998 miejscowość należała administracyjnie do województwa toruńskiego.

## Geografia
Zachodnia część ziemi chełmińskiej (historycznie), w zachodniej części Pojezierza Chełmińskiego, u podnóża prawego brzegu Doliny Dolnej Wisły.

## Charakterystyka wsi
Znaczny teren rolniczy o małej gęstości zaludnienia. Sady, uprawa zbóż, hodowla trzody chlewnej i koni. Przez sołectwo przepływa Kanał Starogrodzki wpadający do Jeziora Starogrodzkiego.